# From the Choirgirl Hotel
Albums de Tori Amos
Boys for Pele
(1996) To Venus and Back
(1999)
Singles
From The Choirgirl Hotel (1998) (en français « De l'hôtel de la choriste ») est le quatrième album de la chanteuse auteur-compositeur-interprète Tori Amos. Cet album marque un véritable tournant dans la carrière de l'artiste. En effet, en comparaison avec ses trois précédents albums, le piano est plus en retrait, la musique est plus rock, plus sombre et moins « minimaliste » : un album plus adapté à la diffusion radiophonique. Dès sa sortie en mai 1998, l'album s'est classé cinquième dans les charts américains et sixième dans les charts anglais. 
From The Choirgirl Girl est considéré comme l'album le plus sombre de la discographie de la chanteuse autant pour ses textes que pour sa musique.
Lancé par un premier single Spark qui est devenu un tube après sa sortie en juin 1998, plusieurs singles issus de l'album sont commercialisés : « Jackie's Strength » et « Raspberry Swirl ».
Peu après la sortie de l'album, Tori Amos entame sa quatrième tournée où pour la première fois, elle est accompagnée d'un groupe de musiciens. Cette tournée, le « Plugged Tour », reste à ce jour la tournée la plus « rock » qu'elle ait effectuée.

## Historique

### Origine du concept
À la fin de l'année 1996, Tori achève sa troisième tournée le « Dew Drop Inn Tour », tournée qui soutient son troisième album Boys For Pele. À ce moment-là, Tori découvre qu'elle est enceinte. « Cela n'était pas prévu mais à ce moment-là de ma vie, j'étais tout à fait prête à devenir mère » explique-t-elle à Sylvie Simmons du magazine Mojo.
Mais quelques semaines après, la chanteuse fait une fausse couche. Tori Amos explique qu'à ce moment précis, l'inspiration pour son nouvel album est venue instantanément d'autant plus que quelques semaines plus tard, Amos perd à nouveau un bébé. Pour Tori, l'album qui deviendra From The Choirgirl Hotel deviendra une sorte de journal, une échappatoire, ce qui explique le caractère sombre et aérien de cet album. Peu après cette fausse couche, Tori écrira la première chanson de son nouvel album : Pandora's Aquarium.
Après un voyage en Floride pour faciliter le travail d'écriture, Tori retourne chez elle, une vieille ferme en Cornouailles où elle fait construire un studio d'enregistrement, le "Martian Engineering". Depuis, tous les albums de la chanteuse ont été enregistrés et produits dans ce studio.

"Le thème de ce disque est sur la force vitale, il y a des moments très difficiles dans la vie. Dire qu'il y'en a pas, c'est je pense la chose la plus cruelle que vous pouvez vous faire. J'ai trouvé quelque chose de beau dans le chagrin parce que je le connais. J'ai du apprendre à poser mon pied sur l'eau après lui, l'écouter. J'ai réalisé qu'il était comme un gloussement ou comme une fête du samedi soir. Il sait quand les larmes montent et il n'en a pas peur. Comme je connais ce chagrin, il y a eu une sorte de calme qui a commencé à venir en moi lorsque j'ai perdu mon bébé. Ce disque n'est pas sur la perte de quelque chose, mais il y a un peu de ça dedans quand même"

"From The Choirgirl Hotel" est un disque très abouti où chaque chanson est une entité à part entière, qui n'a pas besoin des autres pour exister, pour faire un tout. Le fait que les titres de l'album fonctionnent ensemble, c'est juste un bonus.
D'un point de vue conceptuel, "l'hôtel de la choriste" du titre réfère à un endroit fictif, imaginaire, où les chansons "vivent". Amos souligne que même si les chansons ont été enregistrées, elle vivent par elles-mêmes : elles peuvent être remodelées et réorganisées pour les concerts. Amos a imaginé les chansons comme des femmes vivant leurs propres vies, enregistrées dans "l'hotel de la choriste" (elles sollicitent donc la choriste de l'hotel pour être chantées) : "il y'en a une dans la piscine avec une margaritta dans les mains, une autre téléphonant à la réception, une autre visitant l'homme étrange de la suite no 13..." Dans la pochette du disque figure un plan dessiné à la main détaillant l'espace vital des chansons.

### Enregistrement
À la fin de l'été 1997, Tori Amos est prête pour travailler sur son nouvel album. Un problème subsistait : elle n'avait pas de batteur. Son ex-compagnon et coproducteur de ses deux premiers albums Eric Rosse lui conseilla un percussionniste nommé Matt Chamberlain. Ce dernier a déjà travaillé avec des artistes renommés comme Fiona Apple ou Chris Isaak. Durant l'enregistrement, Tori était motivée pour changer de style musical. Appuyée par le succès du remix dance de Professional Widow deux ans plus tôt, Tori s'interesse à des rythmes plus rock et plus electro ; un style plus alternaltif et plus expérimental en comparaison avec ses trois premiers albums : "J'ai atteint mes limites dans le style "la fille avec son piano", j'ai envie d'aller vers d'autres horizons, être une musicienne qui joue avec d'autres musiciens. C'était très important pour moi de jouer avec d'autres musiciens comme un groupe plutôt qu'ils soient autour de moi pour m'accompagner"

L'enregistrement de "From The Choirgirl Hotel" débuta le 8 septembre 1997 et sera achevé en février 1998. Tori fait appel à une photographe anglaise, Katerina Jebb, pour réaliser les photos de l'album. Cette dernière à l'idée d'installer Tori dans une photocopieuse couleur de taille humaine.

### Promotion
L'album fut lancé par le single "Spark" en Angleterre, quinze jours avant la sortie de l'album. En revanche aux États-Unis, le single sort plus d'un mois après la sortie de l'album. Ce premier single atteint la treizième place du classement Billboard. Cette chanson, comme le clip vidéo qui l'accompagne souligne la froideur de l'album et le changement musical de l'artiste. "Spark" évoque directement la fausse couche : "Elle était convaincu de pouvoir atteindre le sommet d'un glacier, mais elle ne pouvait même pas garder un bébé en vie". Après "Spark", la maison de disques hésite longuement avant de sortir le deuxième single. En effet, la ballade "Jackie's Strength" (en hommage à Jackie Kennedy) fut commercialisé mais retiré des ventes le jour même de sa sortie préférant "Raspberry Swirl", très dance. Finalement, "Jackie's Strength" sera le deuxième single américain issu de l'album."Raspberry Swirl" sortira en single en Allemagne et en Australie.

Le troisième single américain sera un double-single "Cruel/Raspberry Swirl" bien que "Cruel" n'ait reçu aucune promotion particulière durant son exploitation.

Durant toute la promotion de l'album, Tori est en tournée avec son groupe : Steve Caton guitariste de Tori depuis le début, Jon Evans à la basse et Matt Chamberlain à la batterie. Fort du succès du remix de Professional Widow, Jackie's Strength sort à nouveau en single en février 1999, dans une version totalement remixée : la ballade devient un no 1 dance aux États-Unis au classement Billboard.

## Liste des chansons
Toutes les chansons ont été écrites et composées par Tori Amos
1. Spark (4:13)
2. Cruel (4:07)
3. Black-Dove (January) (4:38)
4. Raspberry Swirl (3:58)
5. Jackie's Strength (4:26)
6. i i e e e (4:07)
7. Liquid Diamonds (6:21)
8. She's Your Cocaine (3:42)
9. Northern Lad (4:19)
10. Hotel (5:19)
11. Playboy Mommy (4:08)
12. Pandora's Aquarium (4:45)

L'édition japonaise comportait un treizième titre "Purple People", face-b du single Spark

## Faces-B

### Faces B Titres Studios
| Titre                                    | Durée | Single                                                                 | Compositeur                                        |
| ---------------------------------------- | ----- | ---------------------------------------------------------------------- | -------------------------------------------------- |
| "Purple People"                          | 3:43  | "Spark" (1998)                                                         | Tori Amos                                          |
| "Bachelorette"                           | 3:34  | "Spark" (1998)                                                         | Tori Amos                                          |
| "Cooling"                                | 4:41  | "Spark (Edition Limitée)" (1998)                                       | Tori Amos                                          |
| "Do It Again"                            | 6:04  | "Spark (Edition Limitée)" (1998)                                       | Walter Becker/Donald Fagen (reprise de Steely Dan) |
| "Have Yourself a Merry Little Christmas" | 3:43  | "Spark" (1998)                                                         | Ralph Blane/Hugh Martin (reprise de Judy Garland)  |
| "Never Seen Blue"                        | 3:42  | "Jackie's Strength (US)" (1998)                                        | Tori Amos                                          |
| "Beulah Land"                            | 2:56  | "Jackie's Strength (US)" (1998)                                        | Tori Amos                                          |
| "Merman"                                 | 3:52  | compilation "No Boundaries: A Benefit for the Kosovar Refugees" (1999) | Tori Amos                                          |

Le titre « Merman » a d'abord été proposé en tant que téléchargement, pour les internautes ayant acheté l'album From the Choirgirl Hotel. La maison de disques avait trouvé un système pour que le titre ne soit écoutable qu'à partir de l'ordinateur où il avait été téléchargé. Le problème est qu'un ordinateur n'a pas une très longue durée de vie, ce système a été abandonné par la suite. Plus tard, « Merman » a été la B-side du single anglais « Jackie's Strength », commercialisé mais retiré des ventes le jour même pour des raisons inconnues. Il sera finalement présent sur une compilation de titres pour les réfugiés Kosovar. 

Le titre « Purple People » s'appelle à l'origine « Purple People (Christmas in Space) ». C'est d'ailleurs ce titre qui est inscrit sur la pochette du single Spark. Le titre a par la suite été réenregistré pour l'album To Venus and Back sous le nom écourté « Purple People ».
Les titres « Cooling », « Beulah Land » et « Never Seen Blue » ont été composés pour le précédent album Boys For Pele.

## Crédits album
les numéros correspondent aux numéros des titres de l'album
- Chant : Tori Amos
- Piano Bösendorfer : Tori Amos (1,3,4,5,6,7,8,9,10,11,12)
- Piano-mallette : Tori Amos (3)
- Kurzweil : Tori Amos (2,4,10,11)
- Mellotron : Tori Amos (6)
- Mellotron Flute : Tori Amos (8)
- Guitare acoustique : Steve Caton (1,2,3,4,5,6,10), Stewart Boyle (9), Willy Porter (11)
- Guitare électrique : Steve Caton (1,2,3,4,6,10), Willy Porter (11)
- Guitare Big Rock : Steve Caton (8)
- Guitare basse : Justin Meldal-Johnsen (1,2,3,4,5,6,10), George Porter Jr. (7,8,9,11,12)
- Sample Guitare : Tori Amos (1)
- Mandoline : Steve Caton (3)
- Batterie : Matt Chamberlain (1,2,3,4,5,6,7,8,9,10,11,12)
- Percussions : Matt Chamberlain (2)
- Marimba : Matt Chamberlain (2)
- Sillies : Matt Chamberlain (4)
- Hank : Matt Chamberlain (6)
- Echoplex : Matt Chamberlain (6)
- Pedal Steel : Al Perkins (11)
- Ensemble de cordes : The Sinfonia of London (5)
- Chef d'orchestre pour l'ensemble de cordes : David Firman (5)
- Programmation : Andy-Mental Wicked-Gray (2,4,6,7,10)
- Arrangement cordes : John Philip Shenale (5)
- Enregistrement : Mark Hawley, Marcel Van Limbeek
- Mixage : Mark Hawley, Marcel Van Limbeek
- Assistant Enregistrement & Mixage : Rob Van Tuin
- Technicien piano : Trevor Lowe
- Directeur de projet : John Witherspoon
- Design graphiste : Michael Nash Associates
- Photographie : Katerina Jebb, Martina Hoogland
- Producteurs : Tori Amos
- Management : Arthur Spivak